# Borîsiv, Vasîlkiv
Borîsiv (în ucraineană Борисів) este un sat în comuna Krușînka din raionul Vasîlkiv, regiunea Kiev, Ucraina.

## Demografie
Componența lingvistică a localității Borîsiv
     Ucraineană (99,15%)
     Alte limbi (0,85%)
Conform recensământului din 2001, majoritatea populației localității Borîsiv era vorbitoare de ucraineană (99,15%), existând în minoritate și vorbitori de alte limbi.